# Choriphyllum bahamensis
Choriphyllum bahamensis är en insektsart som beskrevs av Perez-gelabert och D. Otte 1999. Choriphyllum bahamensis ingår i släktet Choriphyllum och familjen torngräshoppor. Inga underarter finns listade i Catalogue of Life.